# 平安銀行

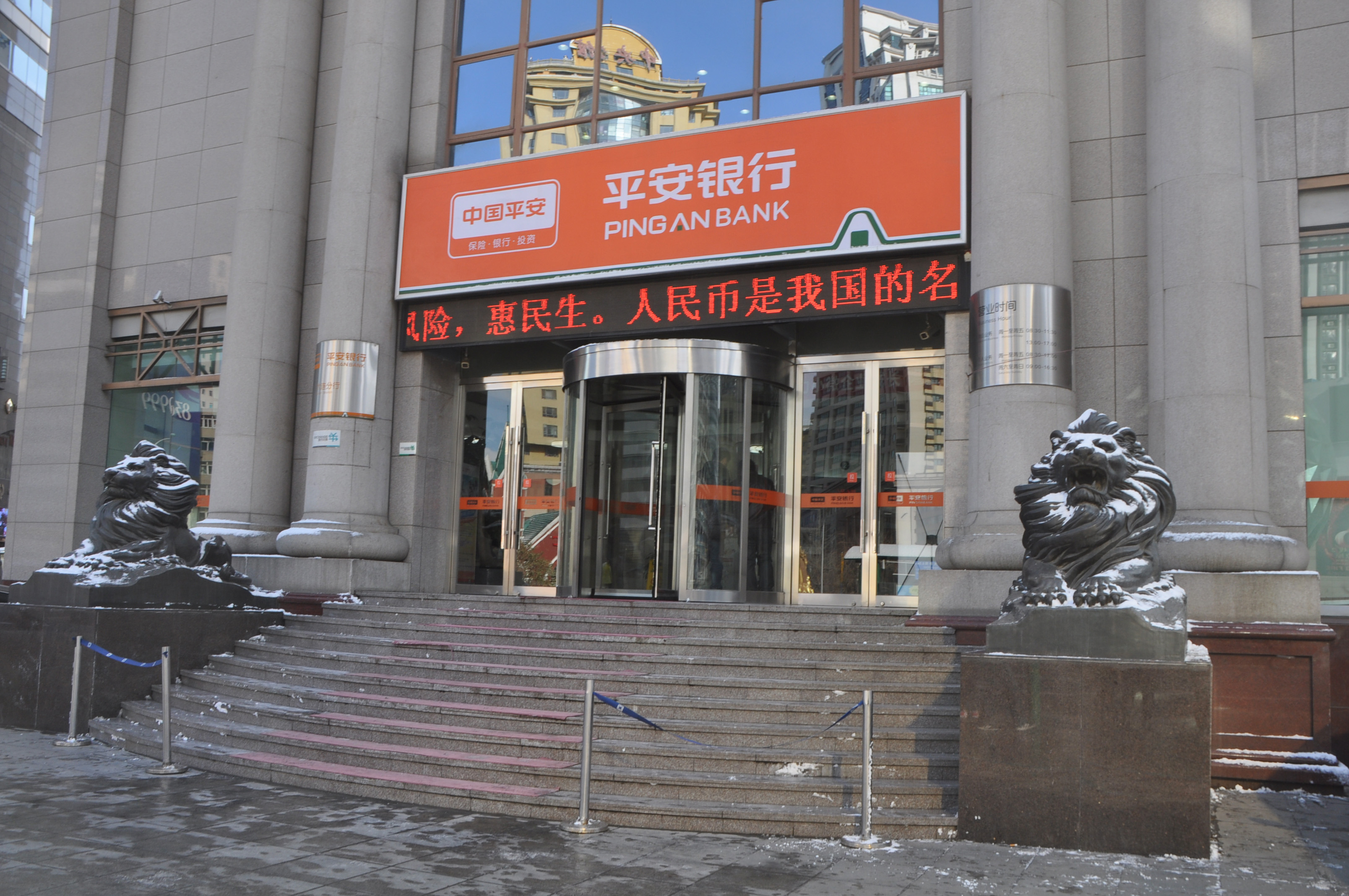
平安銀行大連支店（2013年12月）

平安銀行（へいあんぎんこう、英語: Ping An Bank）は、中華人民共和国の銀行。本社は広東省深圳市にあり、中国平安保険に属している。もともとは1987年に創業された深圳発展銀行で、2007年に福建亜洲銀行と深圳商業銀行の合弁会社である平安銀行（1992年創立）を吸収合併して名称を深圳平安銀行とし、さらに2010年平安銀行と改名した。